# Saint-Georges (Cantal)
Saint-Georges település Franciaországban, Cantal megyében. Lakosainak száma 1176 fő (2022. január 1.). Saint-Georges Alleuze, Anglards-de-Saint-Flour, Coren, Mentières, Ruynes-en-Margeride, Saint-Flour, Tiviers és Vabres községekkel határos.

## Népesség
A település népessége az elmúlt években az alábbi módon változott:
| Lakosok száma | 774  | 1036 | 1039 | 1128 | 1116 | 1158 | 1177 | 1198 | 1190 | 1176 |
|               | 1968 | 1982 | 1990 | 2006 | 2013 | 2015 | 2017 | 2019 | 2020 | 2022 |